# Parcoursup
Parcoursup (acrónimo de parcours supérieur, «recorrido superior») es una aplicación web diseñada por el Ministerio de Educación y el Ministerio de Educación Superior, Investigación e Innovación de Francia para gestionar las solicitudes de plaza para el acceso a la universidad de los estudiantes del último curso de educación preparatoria (terminale) y otros candidatos, principalmente estudiantes universitarios que tratan de reorientar su carrera. Fue lanzado en 2018 en sustitución del sistema anterior, Admission Post-Bac (APB, «admisión post-baccalauréat»). En 2018, se registraron 888 000 estudiantes en Parcoursup para solicitar una plaza universitaria, de los cuales el 666 000 eran estudiantes de secundaria. Al año siguiente, la cifra de aspirantes entre los estudiantes de secundaria se redujo ligeramente a 651 000.

## Objetivos
El principal objetivo de la plataforma era, según el gobierno de Emmanuel Macron, alcanzar la meritocracia. Parcoursup eliminó el sistema anterior de selección de estudiantes por sorteo para implementar una evaluación de los resultados académicos de cada candidato.

## Críticas
Parcoursup ha suscitado mucha controversia. Ha recibido críticas por generar ansiedad entre los estudiantes y por su opacidad, ya que cada universidad utiliza su propio algoritmo para decidir a qué aspirantes admite.
También ha sido criticado por la cantidad de trabajo que genera a las universidades. Parcoursup permite a los estudiantes formular de 1 a 10 solicitudes de ingreso (vœux d'affectation) con hasta 20 subsolicitudes para cada una de ellas. Así, algunas universidades han tenido que hacer una selección entre más de 100 000 solicitudes. Esto ha dado lugar a protestas estudiantiles y ha contribuido a polémicas entre partidos de izquierda y de derecha. 
En abril de 2024, el alto tribunal administrativo examina dos textos, un decreto y una orden, que modifican las condiciones de aplicación en la plataforma y un determinado número de cuotas para estudiantes no europeos. Medidas consideradas discriminatorias y xenófobas por las organizaciones estudiantiles.